# Хороше Озеро
Хоро́ше О́зеро — село в Україні, у Крутівській сільській громаді Ніжинського району Чернігівської області. Населення — ▼648 осіб. До 2020 орган місцевого самоврядування — Хорошеозерська сільська рада.

## Географія
Село розташоване 22 км від міста Борзна (автошляхами — близько 32 км) та за 6 км від залізничної станції Крути. Залізнична платформа «Хороше Озеро» знаходиться між станціями Плиски та Крути. Центр сільської ради, до якої входять також села Остер та Українка. Висота над рівнем моря — 133 м.

## Населення

### Мова
Розподіл населення за рідною мовою за даними перепису 2001 року:
| Мова            | Кількість | Відсоток |
| --------------- | --------- | -------- |
| українська      | 1047      | 98.68%   |
| російська       | 13        | 1.23%    |
| інші/не вказали | 1         | 0.09%    |
| Усього          | 1061      | 100%     |

## Історія
На території села знаходяться кургани епохи бронзи (II тисячоліття до н. е.). Також у селі виявлено давньоруське городище (IX—XIII століття). Поряд знаходиться село Сиволож, яке історики ототожнюють з літописним містом Всеволож.
Вперше в історичних джерелах назва села Хороше Озеро згадується наприкінці XV століття.

### Часи Речі Посполитої
Село також згадується у польських документах про заселення Чернігово-Сіверщини після польсько-московської війни (1609—1618) королевича Владислава з Москвою. Назва урочища (місцевості) на той час вже була відома, як «давня».
Ця місцевість увійшла до складу земель Ніжинського магістрату, наданих йому разом з Магдебурзьким правом 26 травня 1624 р.
Після 1640 року на наданих ніжинським старостою Миколаєм Потоцьким для міської ратуші землях виник спочатку фільварок, а згодом село Хороше Озеро.
Ймовірно, що М. Потоцький відторгнув від Сиволозької волості землі Хорошого Озера й приєднав до Ніжинського староства. Враховуючи площу водоймищ у фільварку, ймовірно, вирощували рибу й птицю на продаж.
Напередодні Національно-визвольної війни 1648 року зусиллями ніжинських міщан були осаджені два села між Ніжином і Хорошим Озером — Крути і Печі.

### Козацька доба
З 1648 року село — у складі Ніжинського полку Гетьманської України. Після утворення Лівобреженого Гетьманату село недовго було центром окремої козацької сотні у складі Ніжинського полку (1663–1672). У 1654–1781 роках входило до складу Прохорської сотні Ніжинського полку. У Прохорській сотні Хороше Озеро було одним з найбільших магістратських сіл, в ньому налічувалося 118 дворів з 230 хатами та 57 хат без дворів.
1661 року село зайняв гетьман Юрій Хмельницький з татарською ордою на чолі з ханом Мехмедом IV Ґераєм, яка спустошила село. Цитата з Літопису Самовидця:
|  | 1661 року / У великій пост войска коронніе уступили з Задніпра, зоставивши тилко Козаков піхоту, але и тих усіх повиганяли з городов задніпрских, и знову усе Задніпря зостало в подданстві его царскому величеству, а Сомко гетманом меновался, любо радою необранній был. Задля чого гетман Хмелничченко хана з Криму зо всіми ордами затяг и Переясловле держал в облеженю з ордами и войском козацким и жолнірами, але своего не доказал, бо город Переясловле і инніе оному не здавалися. А напотом на зиму привернул под Ніжин, и хан стоял в селі Хорошом Озері, а Хмелницкій с козаками у селі Кропивной. И гак не привернувши Задніпра, много полону побрали аж поза Стародубом, коло Мглина и у Московщині, и хан уступил по Богоявленію от Ніжина посполу з Хмелницким. |

У XVIII столітті Хороше Озеро поряд з кількома сусідніми селами спеціалізувалося на вирощенні сортової цибулі.
У 1781–1784 роках побудована Хресто-Воздвиженська церква — дерев'яна, триверха з двозаломними верхами, тризрубна. Складалася з квадратного бабинця, центральної дільниці (зі зрізаними кутами) та гранчастого вівтаря. Первісно була вкрита гонтом. У XIX столітті добудовано південний і північний приділи, західний притвор з чотириколонним портиком. У 1830 році зведено багатоярусну дзвіницю, у 1895 році — одноверху, муровану, теплу церкву.
У 1866 році у селі налічувалося 262 двори, 2239 мешканців. У 1897 році — 482 двори, 2972 мешканці, земська школа, бібліотека, два ярмарки на рік.

### Початок XX століття
У грудні 1905 року селяни на мітингу вимагали скасування податків і розподілу поміщицької землі.
У серпні 1917 року в селі було створено загін Вільного козацтва. Хорошеозірські козаки разом з козаками села Кагарликів брали участь у знаменитому бої під Крутами 29 січня 1918 року на боці УНР. Російські вояки матроса Ремньова прослідували залізницею з Бахмача на Крути за 2 км південніше Хорошого Озера. 
У 1928 році створено перший колгосп «Червоне селище».

### Комуністичний Голодомор
Село постраждало внаслідок примусових депортацій працездатного населення в РРФСР та убивств голодом, які практикував уряд СРСР у 1932—1933 роках на території України. Убито голодом цілі родини Рожків, Ярошенків, Хоменків, Фелоненків, Сугоняк тощо. Загалом під час організованого радянською владою Голодомору 1932—1933 років померло щонайменше 312 жителів села.

### Післявоєнний та пізньорадянський період
На фронтах Другої світової війни на боці Радянського Союзу брали участь 927 хорошеозерців. 240 фронтовиків отримали бойові нагороди. Уродженцю села Василю Покидьку присвоєне звання Героя Радянського Союзу. З війни не повернулися 286 мешканців села. 21 вояк загинув під час реокупації села від німців. У 1958 році на їхній братській могилі у селі встановлено пам'ятний знак, а у 1971 році — обеліск Слави в пам'ять про воїнів-односельців, полеглих на фронтах Другої світової війни.

### Незалежна Україна
12 червня 2020 року, відповідно до розпорядження Кабінету Міністрів України № 730-р «Про визначення адміністративних центрів та затвердження територій територіальних громад Чернігівської області», увійшло до складу Крутівської сільської громади.
19 липня 2020 року, в результаті адміністративно-територіальної реформи та ліквідації Борзнянського району, увійшло до складу новоутвореного Ніжинського району.

## Інфраструктура
У 1964 році створено пасажирську залізничну платформу «Хороше Озеро» Конотопського напрямку Конотопської дирекції Південно-Західної залізниці.
У селі знаходилася центральна садиба колгоспу імені 30-річчя Перемоги, назва присвоєна у 1975 році. У селі було створено відділення зв'язку, АТС, готель, середня школа, дільнична лікарня на 30 ліжок (2 лікаря й 15 працівників середнього медперсоналу), аптека, дитсадок на 90 місць, будинок культури на 350 місць, дві бібліотеки (20 тис. одиниць збереження), 2 продуктових, промисловий та книжковий магазини.

## Відомі люди
У селі народилися:
- Горбач Володимир Анатолійович, політичний аналітик.
- Овдієнко Петро Павлович (1959—2009) — український історик.
- Росомаха Микола Васильович (1984—2014) — солдат Збройних сил України, учасник російсько-української війни[15].
- Покидько Василь Маркович — Герой Радянського Союзу (1919—1991)
- Кантур Семен Тихонович — скульптор, художник (1940 р. н.)
- Рожок Володимир Іванович — диригент Національної музичної академії України. Член спілки театральних діячів, Всеукраїнської музичної спілки, професор (нар. 25.08.1946 р.)